# Мон Сент Илер (Квебек)
Мон-Сен-Илер (фр. Mont-Saint-Hilaire) је град у Канади у покрајини Квебек. Према резултатима пописа 2011. у граду је живело 18.200 становника.

## Становништво
Према резултатима пописа становништва из 2011. у граду је живело 18.200 становника, што је за 15,8% више у односу на попис из 2006. када је регистровано 15.720 житеља.
| 2006.  | 2011.  |
| ------ | ------ |
| 15.720 | 18.200 |